# 佐藤哲夫 (実業家)
佐藤 哲夫（さとう てつお、1911年 - 没年不詳）は、日本の実業家、編集者。文芸雑誌「新潮」元編集長、新潮社元取締役。

## 人物・経歴
1911年、新潮社の創業者である佐藤義亮の四男として生まれる。
1936年、立教大学経済学部卒業。大学卒業後、新潮社に入社。
1945年、新潮社が発行する文芸雑誌「新潮」の編集長に就任。新潮社取締役を務めるなど重役を歴任した。
息子の佐藤啓次郎は、冷凍食品、食材宅配のパイオニアである株式会社シュガーレディ（現・SL Creations）の創業者である。